# 와일드 번치

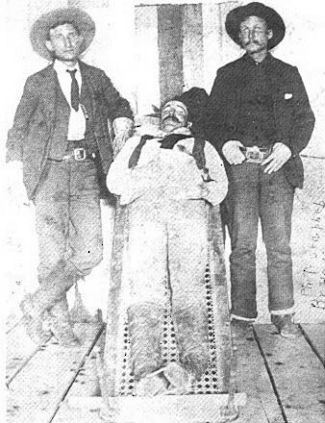

와일드 번치(Wild Bunch)는 1890년대에 인디언 준주를 기반으로 활동한 무법자 갱스터 조직이다. 은행강도, 열차강도, 법집행관 살해 등의 범죄행각을 벌였다. 조직원 열한 명 중 20세기가 될 때까지 살아남은 사람은 두 명 뿐이었고, 이들 열한 명은 모두 법집행기관과 총화를 주고받다가 제명에 죽지 못했다.
조직원으로는 윌리엄 "털사 잭" 블레이크, 댄 "다이너마이트 딕" 클리프튼, 로이 도허티(a.k.a. 아르캔자스 톰 존스), 윌리엄 마리온 "빌" 달튼, 빌 둘린, 조지 "비터크릭" 뉴콤, 찰리 피어스, 윌리엄 F. "리틀 빌" 레이들러, 조지 "레드 벅" 와이그트먼, 리처드 "리틀 딕" 웨스트, 올리버 "올" 얀티스가 있었고, 리틀 브릿체스와 캐틀 애니라는 두 십대 여성이 이들을 따라다니면서 법집행기관의 위치 등을 일당에게 알리는 일을 했다.
서부시대 최후의 대형 무법자 조직인 부치 캐시디의 와일드 번치는 이 와일드 번치에게서 이름을 따온 것으로, 오늘날에는 오히려 이쪽이 더 유명해져 있다.